# Calvaire de Plougonven
Le calvaire de Plougonven est situé dans l'enclos paroissial de Plougonven (dans le Finistère, en Bretagne), au milieu de l'ancien cimetière. 
C'est une œuvre d'une hauteur de 4 mètres sur un soubassement octogonal, et comportant un double rang de corniches sur lesquelles se trouvent des statuettes représentant de nombreuses scènes. Réalisée par Bastien et Henry Prigent, elle est datée de 1554. 
Ce monument a été restauré en 1898 par Yann Larc'hantec, natif de Plougonven. 
L'ensemble avec l’église et la chapelle funéraire, le calvaire est classé aux monuments historiques depuis 1916.

## Détails

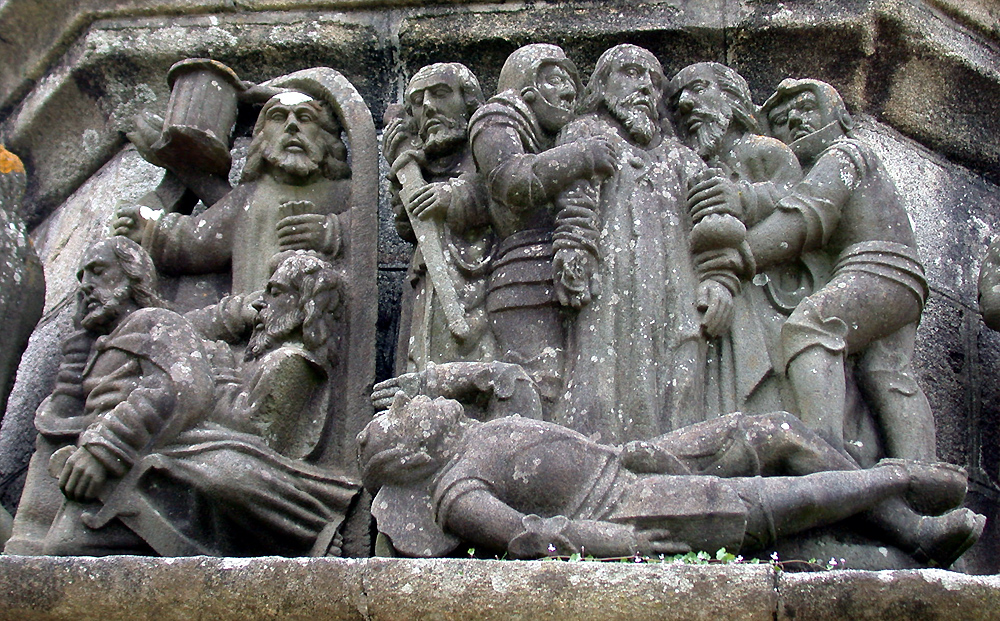
Arrestation
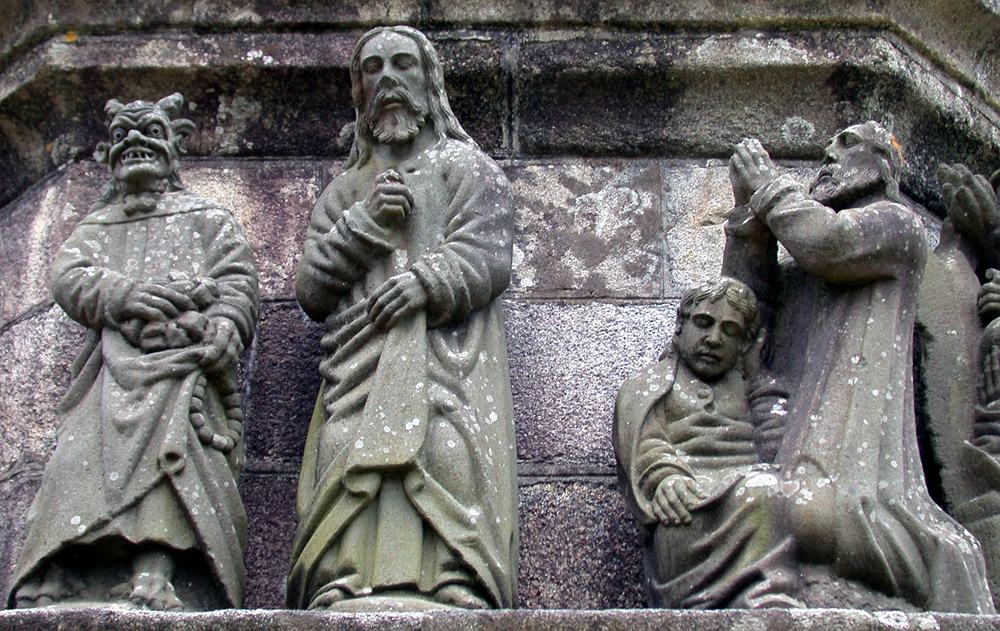
Tentation
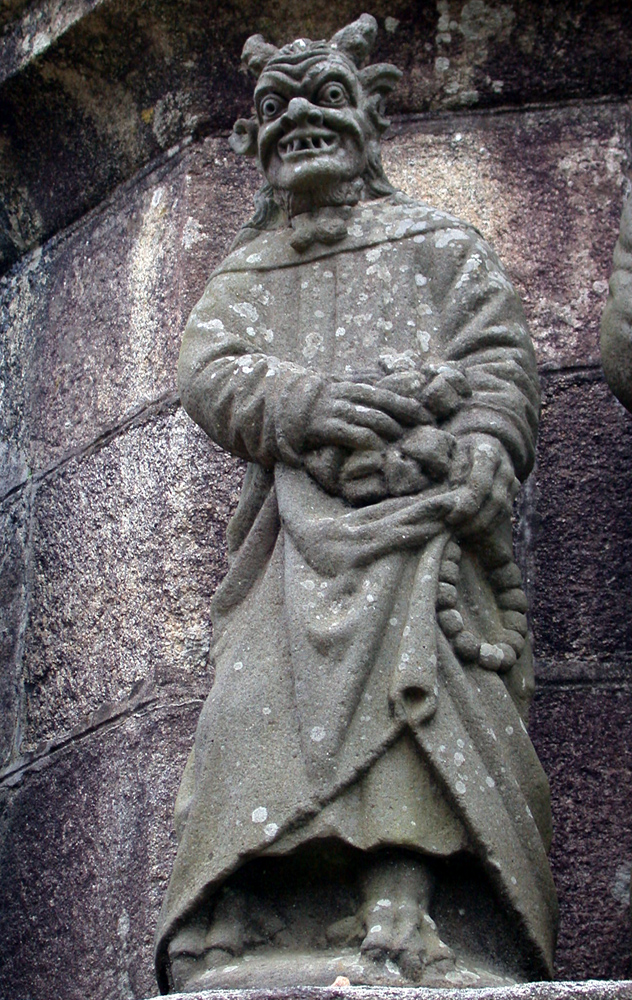
Tentation, le diable
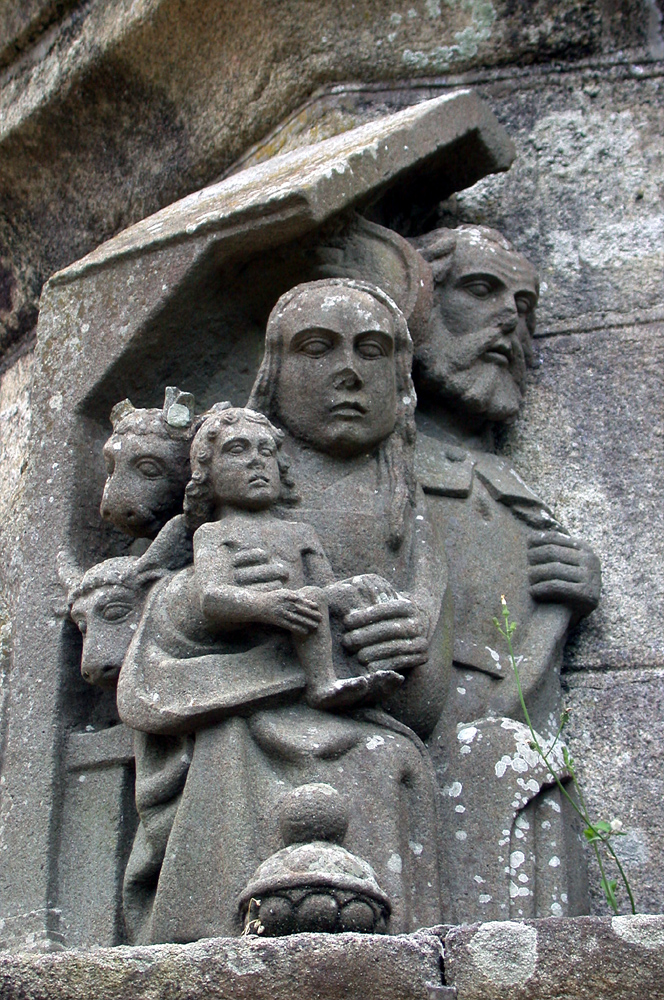
Nativité
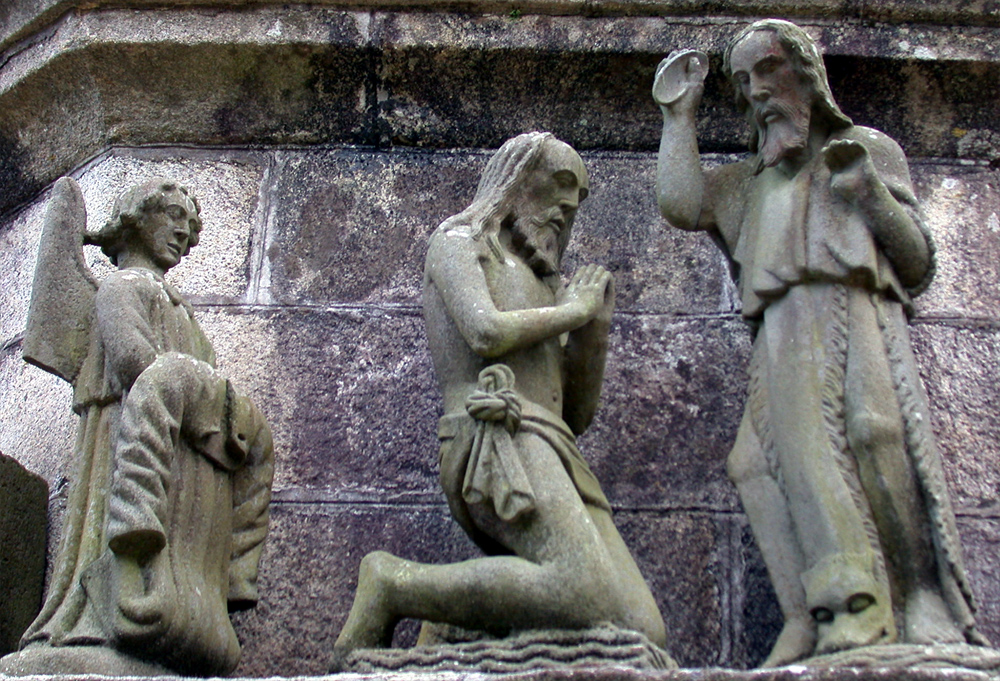
Baptême
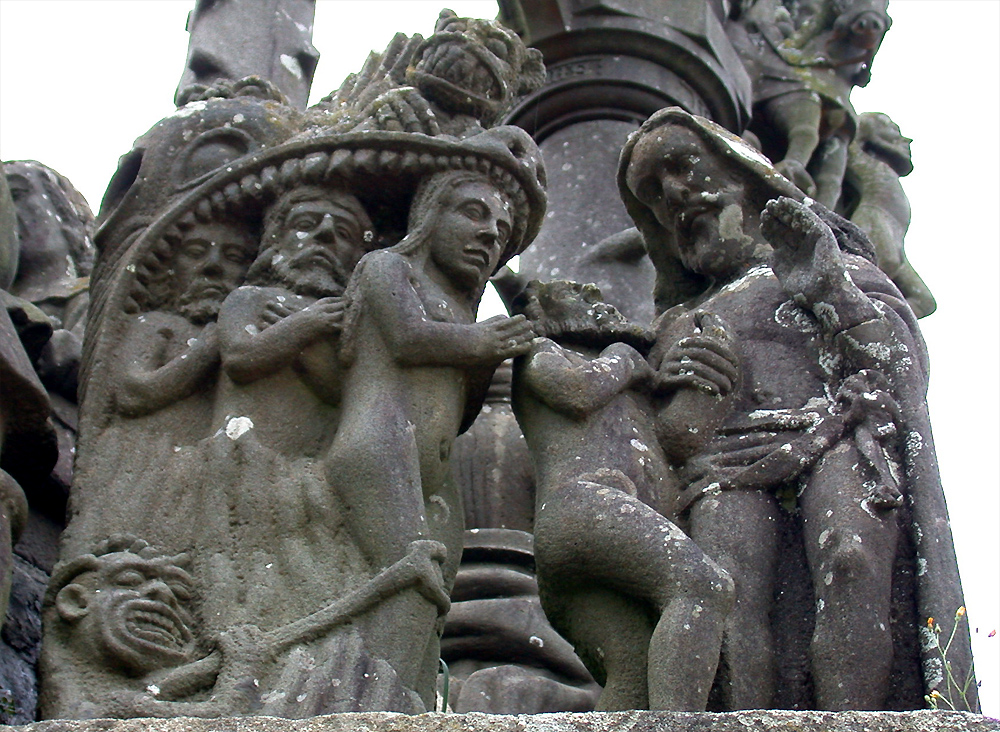
Descente du Christ aux Enfers